# Cry Baby (álbum)
Cry Baby é o álbum de estreia da artista musical estadunidense Melanie Martinez. O seu lançamento ocorreu em 14 de agosto de 2015, através da Atlantic Records. Entre setembro e dezembro de 2012, Martinez ganhou destaque participando da terceira temporada da edição estadunidense da competição de canto The Voice. Em sua primeira aparição, cantou "Toxic", da compatriota Britney Spears, tendo três dos quatro jurados a querendo em seus times e escolhendo Adam Levine para ser seu instrutor. Ela foi eliminada quando ainda tinham seis pessoas concorrendo no programa, e decidiu compor e gravar músicas para futuros projetos, com as composições e produção principalmente de Kinetics & One Love, o que resultou em seu primeiro extended play (EP) Dollhouse (2014). A cantora começou a trabalhar em seu primeiro disco, cujas canções incorporam gêneros predominantemente alternativos como indie pop e, de acordo com a intérprete, contam a vida da personagem fictícia Cry Baby.
Uma progressão de seu extended play antecessor, o álbum recebeu análises geralmente positivas da mídia especializada, com críticos enaltecendo o conteúdo estilístico do álbum. No campo comercial, o material obteve um desempenho moderado, registrando entrada nas tabelas musicais de países como Irlanda, Nova Zelândia e Reino Unido. Nos Estados Unidos, vendeu 32 mil unidades em sua semana de lançamento, debutando na sexta colocação da Billboard 200 e no topo da Top Alternative Albums. Até setembro de 2015, havia comercializado 54 mil cópias em território estadunidense. Além disso, conseguiu duas certificações, sendo uma de platina pela Recording Industry Association of America (RIAA), e outra de prata pela British Phonographic Industry (BPI). Sendo um dos álbuns com mais músicas certificadas.
Três singles oficiais foram lançados a partir do álbum. O primeiro, "Pity Party", foi lançado em junho de 2015 e atingiu a 22ª posição como melhor na tabela musical Alternative Digital Songs, feita pela Billboard. "Soap" foi lançada no mês seguinte como o segundo foco de promoção e alcançou a 12ª colocação do periódico supracitado, entrando também na Pop Digital Songs. Seguiu-se "Sippy Cup", que também registrou entrada na Alternative Digital Songs, onde conquistou o 18º posto como melhor. Para a divulgação de Cry Baby, Martinez lançou um livro em seu site oficial contendo imagens da personagem Cry Baby, fez uma apresentação para o portal do blogueiro Perez Hilton e iniciou a turnê Cry Baby Tour em agosto de 2015, que possuiu concertos agendados no Canadá, nos Estados Unidos e no Brasil.

## Antecedentes e desenvolvimento

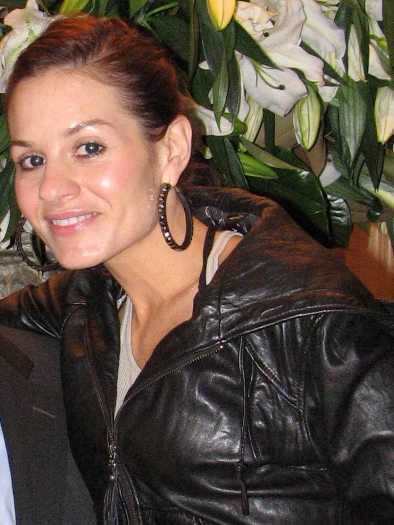
Kara DioGuardi (foto) escreveu duas das dezesseis faixas do álbum, contando com a versão deluxe.

No quarto trimestre de 2012, Martinez ganhou notoriedade participando da terceira temporada do programa de televisão americano The Voice. Quando estreou, três dos quatro juízes, que eram Adam Levine, CeeLo Green e Blake Shelton, apertaram para ela o botão de escolha. Martinez escolheu Levine para ser seu treinador. Ela teve lançado vários singles das apresentações ao vivo na loja digital do iTunes Store, exclusivamente emitidos pelo programa. Existiram alguns que se destacaram, como a regravação de "Seven Nation Army", que entrou na 10ª posição da loja virtual iTunes Store dos Estados Unidos, e como "Too Close", que entrou na 6ª posição da mesma parada. No começo de dezembro de 2012, Melanie saiu no Top 6 do talent show. Ela comentou com a companhia de mídia Examiner que não iria lançar um álbum após a temporada, mas que iria se inspirar no indie folk para fazer o mesmo. Em 2013, Martinez começou a gravar projetos independentes com sua música. Ela lançou seu primeiro trabalho em 2014, Dollhouse, que chegou a quarta posição no Billboard Heatseekers Albums, e teve dois singles, sendo eles "Dollhouse" e "Carousel", e o último esteve nas prévias de American Horror Story: Freak Show. Durante a promoção desse, anunciou o título do álbum.
Martinez começou a escrever canções para o álbum no começo e final de 2013. Martinez comentou que a sua composição, logo após a temporada que fez no The Voice, "mudou, com certeza. Eu costumava me inspirar escrevendo com um violão. Não consigo mais tocar violão acústico, só guitarra. Agora sou mais focada em conceitos". Ela compôs a obra toda com o grupo Kinetics & One Love, em Nova Iorque; eles escreveram músicas primeiramente no seu projeto Dollhouse, no qual a cantora descreveu como "bom para caramba, porque eles estavam abertos a experimentar sons de brinquedos por horas, e assistir filmes do Tim Burton nas nossas sessões, antes de escrevermos". No entanto, a cantora fez o disco com outros produtores e escritores, como Kara DioGuardi. Ela comentou que trabalhar com DioGuardi "foi realmente incrível", e também disse estar "ansiosa para trabalhar com ela no futuro". Sobre a seleção de músicas para seu álbum, a cantora afirmou que "havia músicas que eu definitivamente queria no álbum e lá estavam algumas músicas que eram muito semelhantes, por isso depende do conceito e se um conceito foi mais forte do que o outro".

## Composição
Cry Baby tem letras contando histórias em cada faixa e é conceitual, algo que não esteve em seu primeiro trabalho Dollhouse, com Martinez descrevendo o projeto como "uma maneira de superar minhas inseguranças em muitas áreas da minha vida". A cantora afirmou que o disco fala sobre a vida de Cry Baby, uma personagem a qual a mesma inventou e descreveu como "vulnerável, insegura e muito emocional no início da história e como ela experimenta coisas diferentes, ela começa a crescer como pessoa e aprender com suas experiências". O conteúdo lírico do álbum apresenta principalmente temas como críticas sociais, relacionamentos e convivência.
 A faixa de abertura auto-intitulada do álbum, "Cry Baby", possui instrumentação fundida de choros e risadas de bebês reais. A canção é sobre pessoas, incluindo Melanie, que são extremamente sensíveis e tendem a ser desencadeadas facilmente, o que, consequentemente, termina em lágrimas. Segunda faixa do álbum, e primeiro single do extended play de mesmo nome, "Dollhouse" é sobre uma família que parece ser perfeita olhando para fora, ainda que esteja longe disso, bem como as letras dizem: "Ninguém nunca ouve / O papel de parede brilha / Não deixe que eles vejam o que acontece na cozinha"; A continuação do clipe da faixa é "Sippy Cup", terceira canção do álbum, o qual se descobre o que realmente acontece na cozinha. Quarta música do álbum e segundo single do extended play Dollhouse, "Carousel" é uma canção que fala sobre estar perseguindo alguém que nunca vai retribuir o seu amor. Em entrevista a Billboard, Martinez disse que a canção "é sobre eu estar apaixonada por alguém e estar vivendo tudo de novo".
A quinta faixa, "Alphabet Boy", tem um tema adulto utilizando temas infantis como uma metáfora, como na parte "Sempre mirando aviões de papel em mim quando você está por perto". Neste caso, existem brinquedos associados com crianças pequenas, tais como aviões de papel. A bubblegum bass "Soap", escolhida por Martinez como a qual "ninguém pode realmente se relacionar", fala sobre pessoas que se sentiram muito medo de dizer como se sentiam, assim, 'lavaram sua boca com sabão'. A balada "Training Wheels", sétima faixa de Cry Baby, foi resenhada para o Portal It Pop! como "a entrega do relacionamento, e como nos privamos de coisas em favor a relação, o que inevitavelmente nos deixa vulneráveis". "Pity Party", uma faixa descrita por Martinez como "mais pop" e composta por Christopher J. Baran e Kara DioGuardi, foi o primeiro single do álbum. Segundo Martinez, a inspiração para fazer a letra da faixa foi a concepção de "ninguém aparecer para minha festa de aniversário". "Tag, You're It", outra faixa pop, fala sobre abuso e pedofilia. O mesmo site que resenhou "Training Wheels", disse que as letras da música são "pesadas" e também que "ela deixa tudo estranho quando canta de forma quase transtornada". A décima faixa do disco, "Milk and Cookies", é uma continuação da nona faixa. "Pacify Her" conta como ela rouba o namorado de uma garota que ela odeia, afirmando nos versos "Garoto cansado anda pelo meu caminho / Segurando a mão de uma garota / Aquela vadia básica finalmente vai embora / Agora eu posso tomar o homem dela".
"Mrs. Potato Head" tem como questão a cirurgia plástica, e como você pode se arrepender tentando se fazer em algo que não é. Martinez falou que a inspiração para a escrita foi bonecos, dizendo que "por um longo tempo, todo o visual que eu tinha em minha cabeça era o fato de que você pode puxar peças da face dos brinquedos, e que poderia representar a cirurgia plástica". Última faixa da edição padrão, "Mad Hatter" tem o assunto sendo sobre a personagem Cry Baby "abraçar sua loucura ao invés de questioná-la". Primeira faixa da edição deluxe, "Play Date" fala sobre a arquétipa Cry Baby se sentindo como nada mais do que um amigo para alguém que parece se importar muito pouco com ela, mesmo que eles se reúnam com bastante frequência. A canção tem uma metáfora sexual, como nos primeiros versos "Estamos apenas brincando de pique-esconde / Está ficando difícil de respirar embaixo dos lençóis com você". Melanie mencionou "Teddy Bear" em uma entrevista, sendo sobre um urso de pelúcia tentando a matar. Última faixa da deluxe, "Cake" tem o assunto sendo uma relação entre alimentos doces e a relação sexual, respectivamente.

## Lançamento e divulgação

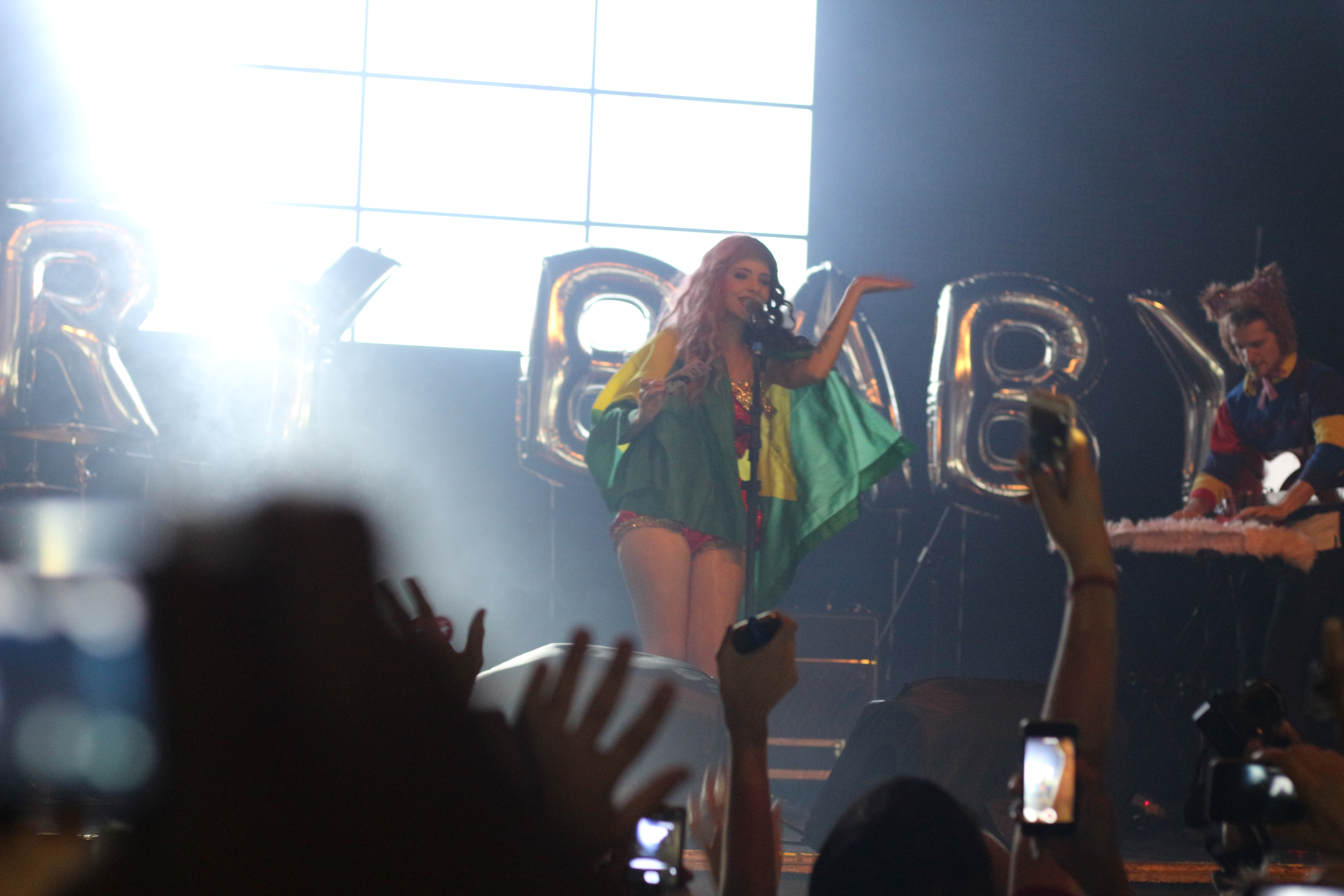
Martinez em apresentação no Brasil, em novembro de 2015, como parte da digressão Cry Baby Tour.

Em 29 de maio de 2015, o vídeo musical do primeiro single do produto foi acidentalmente publicado no YouTube por Martinez. A artista, posteriormente, anunciou que iria fazer uma livestream, para divulgar oficialmente a canção, no Periscope. No começo de julho de 2015, afirmou que estava trabalhando com a produtora musical Kara DioGuardi e divulgou as primeiras datas da turnê Cry Baby Tour, que se concentrou na divulgação de Cry Baby, e que teve datas confirmadas entre 26 de agosto de 2015 e 29 de novembro de 2015, passando pelos Estados Unidos, Canadá e Brasil. A turnê está tendo uma segunda parte em 2016, com datas confirmadas de 20 de fevereiro até 1 de agosto do ano citado, também passando por alguns países da Europa. Em 16 de julho de 2015, a intérprete divulgou a capa do álbum, a qual a página Idolator julgou a melhor capa do ano de 2015 e a lista de faixas. Em 25 de julho de 2015, pouco antes do lançamento do álbum e para a experiência visual, Melanie colocou em seu site um livro, o qual contém imagens da personagem Cry Baby, que Martinez incorporou no álbum. Estas imagens indicam cada faixa do álbum, em ordem de número; as imagens também existem no encarte do álbum. Mesmo com Cry Baby não recebendo qualquer tipo de divulgação em televisões dos Estados Unidos, ela fez uma aparição no site do Perez Hilton, apresentando "Pity Party" com uma guitarra elétrica, no dia do lançamento do álbum. Em 12 de agosto de 2015, Martinez divulgou o álbum inteiro na edição padrão, em sua conta oficial do SoundCloud.

### Singles
"Pity Party" foi lançado como primeiro single do álbum em 2 de junho de 2015. Foi enviada para rádios mainstream em 22 de março de 2016. A canção, composta por Christopher J. Baran e Kara DioGuardi e que contém amostras de "It's My Party", da cantora Leslie Gore, teve seu vídeo musical lançado do mesmo dia e dirigido pela artista e DJay Brawner. Atingiu a 22ª posição na tabela musical da Billboard, "Alternative Digital Songs". "Soap" foi lançado como o segundo single do álbum em 10 de julho de 2015. O mesmo esteve na parada musical "Alternative Digital Songs" na 12ª posição e também para a tabela da "Pop Music Songs". "Sippy Cup" foi lançado como o terceiro single do álbum em 31 de julho de 2015. Ele chegou até a tabela da "Alternative Digital Songs", na 18ª posição.

## Recepção da crítica
| Críticas profissionais | Críticas profissionais |
| Avaliações da crítica  | Avaliações da crítica  |
| Fonte                  | Avaliação              |
| ---------------------- | ---------------------- |
| ABC News               | [ 45 ]                 |
| Billboard              | [ 22 ]                 |
| The Daily Tar Heel     | (favorável)            |
| Outlet Magazine        | [ 20 ]                 |
| Popdust.com            | [ 47 ]                 |
| Starpulse.com          | [ 48 ]                 |
| The New York Times     | (favorável)            |
| Under the Gun Review   | [ 50 ]                 |
| Lithium Magazine       | (favorável)            |

Allan Raible, da ABC News, deu ao álbum quatro estrelas e meia de cinco, descrevendo-o como "chocante, afeta o registro que vai ficar com você dias após a escuta. Não é para escuta passiva. É um disco pop raro que é ao mesmo tempo cativante, inacreditável e um triunfo artístico". Jason Scott, em Popdust.com, descreveu o álbum como "13 faixas de puro êxtase hipnótico [que] testa os limites absolutos do alt-pop, perfurando e sangrando fora das influências de Leslie Gore e Purity Ring", destacando "Sippy Cup", "Mrs. Potato Head", "Soap", "Cry Baby" e "Alphabet Boy". Thomas Kraus, da Outlet Magazine, comentou que "o tema deste outro lado para Melanie Martinez é muito bem feito. O álbum total é fiel aos seus pontos fortes e faz bem para a maior parte". O escritor do Starpulse, Brent M Faulkner, deu quatro estrelas de cinco, e disse que "é facilmente entre os álbuns mais ambiciosos de 2015. Martinez e companhia merecem crédito pela sua criatividade na concepção do projeto e a capacidade de unir tudo isso". Um revisor da Lithium Magazine, deu ao álbum a nota favorável, dizendo que "de alguma forma, Melanie efetivamente consegue levar a música pop e a dar o tipo de vibração estranha e assustadora geralmente associada com horror punk e metal, mas funciona e funciona bem". Jon Pareles, da The New York Times, comentou que "Martinez criou um pacote experto que não se coíbe do óbvio".
Emma Guido, da Under the Gun Review, também deu sua revisão, dizendo que o álbum "assume uma nova forma de música indie pop que o mundo tem esperado ouvir". Além disso, Jose Valle, do The Daily Tar Heel, colocou o disco como o seu segundo favorito do ano. Jason Lipshutz, da Billboard, foi mais crítico em relação ao álbum, dando-lhe apenas duas de cinco estrelas, afirmando que "Martinez está claramente [se] idealizando dos estilos pop pouco iluminados de Lorde e Lana Del Rey, mas embora sua entrega é delicada, atinge a mesma pose femme fatale, ela não tem a sutileza em suas influências". Ele também disse que o álbum "mostra que Martinez é admiravelmente ambiciosa, mas sua insistência a qual adere a ideia central do álbum deixa-la se contorcendo em posições desconfortáveis".

## Lista de faixas
A lista de faixas do álbum foi divulgada em 16 de julho de 2015. A edição padrão tem 13 faixas, enquanto a edição deluxe, que existe apenas em download digital, contém três faixas bônus.
| Edição deluxe da iTunes Store |              |                                   |                             |         |  |
| N.º                           | Título       | Compositor(es)                    | Produtor(es)                | Duração |  |
| 14.                           | "Play Date"  | Martinez, Jennifer Decilveo       | Michael Keenan, Decilveo[B] | 2:59    |  |
| 15.                           | "Teddy Bear" | Martinez, Phoebe Ryan, Felix Snow | Snow                        | 4:05    |  |
| 16.                           | "Cake"       | Martinez, Baran, DioGuardi        | Baran                       | 3:19    |  |

Notas
A  "Pity Party" contém amostras de "It's My Party" interpretada por Lesley Gore
B  - denota produtores adicionais

## Desempenho nas tabelas musicais
O álbum teve um desempenho mediano, estreando na 21ª posição na parada oficial de álbuns da Nova Zelândia, a RIANZ, e na 32ª da parada britânica. Na IRMA, parada de álbuns da Irlanda, ficou na 41ª posição. Nos Estados Unidos, a obra vendeu 32 mil cópias na sua primeira semana, estreando na sexta posição da Billboard 200 e na primeira da Billboard Top Alternative Albums. Até setembro de 2015, o disco havia vendido 54 mil cópias no país. Em março de 2017, foi certificado de platina nos Estados Unidos, pelas vendas de um milhão de unidades nesta região, sendo que em outubro de 2016 já havia sido certificado de prata pela British Phonographic Industry (BPI), pelas vendas de 60 mil unidades no território.
| Tabela musical (2015–16)                          | Melhor posição |
| ------------------------------------------------- | -------------- |
| Austrália (ARIA)                                  | 27             |
| Bélgica (Ultratop - Flanders)                     | 77             |
| Bélgica (Ultratop - Valônia)                      | 149            |
| Canadá (Billboard Canadian Albums)                | 10             |
| Escócia (Official Charts Company)                 | 40             |
| Estados Unidos (Bilboard 200)                     | 6              |
| Estados Unidos (Billboard Top Alternative Albums) | 1              |
| Finlândia (Suomen virallinen lista)               | 36             |
| Irlanda (IRMA)                                    | 41             |
| Nova Zelândia (RIANZ)                             | 21             |
| Países Baixos (MegaCharts)                        | 65             |
| Portugal (Associação Fonográfica Portuguesa)      | 23             |
| Reino Unido (UK Albums Chart)                     | 32             |

| País (Empresa)        | Certificação |
| --------------------- | ------------ |
| Canadá (Music Canada) | Platina      |
| Estados Unidos (RIAA) | Platina      |
| México (AMPROFON)     | 2× Platina   |
| Reino Unido (BPI)     | Ouro         |

## Créditos e elaboração
Lista-se abaixo os profissionais envolvidos na elaboração de Cry Baby. Créditos adaptados do encarte do álbum.
Criatividade e gerenciamento
- Lissy Elle – fotografia
- Melanie Martinez, Sachiko Asano – Direção criativa
- Jeff Levin, Pete Ganbarg – A&R
- Chloe Tersigni – ilustrações do encarte

Performances
- Melanie Martinez – vocal

Técnico
- Kinetics & One Love – Composição, produção, engenharia
- Emily Warren – Composição
- Melanie Martinez – Composição
- Kyle Shearer – Composição, produção
- Babydaddy – Composição, produção, teclado, programação
- Christopher J. Baran – Composição, produção, engenharia
- Kara DioGuardi – Composição
- Scott Harris – Composição
- SmarterChild  – Composição, produção, engenharia
- Mike Miller – Produtor (adicional)
- Michael Keenan  – Composição, produção, engenharia
- Chloe Angelides – Composição
- Michael Leary – Composição
- Frequency, Aalias – Composição, produção, teclado, programação

- Jennifer Decilveo – Composição, produção (adicional)
- Phoebe Ryan – Composição
- Felix Snow – Composição, produção

## Histórico de lançamento
Cry Baby foi lançado em 14 de agosto de 2015 mundialmente através de download digital, enquanto apenas duas nações ganharam a versão física no mesmo dia, sendo a França e Reino Unido. Em 28 de agosto do mesmo ano, o álbum foi lançado como CD em território japonês, e um mês depois no mesmo formato no Canadá, no dia 25. Em 23 de outubro de 2015, foi lançado no formato supracitado, e em 2 de novembro de 2015 foi lançado no Brasil também em Compact Disc. No dia 27 do mesmo mês e ano, uma versão vinil foi lançada nos Estados Unidos pela loja oficial de Martinez.
| País          | Data                 | Formato               |
| ------------- | -------------------- | --------------------- |
| Alemanha      | 14 de agosto de 2015 | Download digital      |
| França        | 14 de agosto de 2015 | CD e download digital |
| Reino Unido   | 14 de agosto de 2015 | CD e download digital |
| Portugal      | 14 de agosto de 2015 | Download digital      |
| Irlanda       | 14 de agosto de 2015 | Download digital      |
| Brasil        | 14 de agosto de 2015 | Download digital      |
| China         | 14 de agosto de 2015 | Download digital      |
| México        | 14 de agosto de 2015 | Download digital      |
| Países Baixos | 14 de agosto de 2015 | Download digital      |
| Suíça         | 14 de agosto de 2015 | Download digital      |

| País           | Data                   | Formato               |
| -------------- | ---------------------- | --------------------- |
| Nova Zelândia  | 14 de agosto de 2015   | Download digital      |
| Canadá         | 14 de agosto de 2015   | Download digital      |
| Espanha        | 14 de agosto de 2015   | Download digital      |
| Argentina      | 14 de agosto de 2015   | Download digital      |
| Japão          | 14 de agosto de 2015   | Download digital      |
| Estados Unidos | 14 de agosto de 2015   | CD e download digital |
| Espanha        | 14 de agosto de 2015   | CD                    |
| Japão          | 28 de agosto de 2015   | CD                    |
| Canadá         | 25 de setembro de 2015 | CD                    |
| Alemanha       | 23 de outubro de 2015  | CD                    |
| Brasil         | 2 de novembro de 2015  | CD                    |
| Estados Unidos | 27 de novembro de 2015 | Vinil                 |